# Joseph Bernet
Joseph Bernet (nascido em4 de setembro de 1770 em Saint-Flour e morreu em5 de julho de 1846 em Aix-en-Provence ) foi um cardeal francês do século XIX que serviu como  arcebispo de Aix-en-Provence de 1835 a 1846 .

## Biografia

### Formação e primeiros anos de prática (1792-1827)
Nascido em família burguesa, filho de Guillaume Bernet, comerciante de Saint-Flour, e Jeanne Buisson, Joseph Bernet estudou teologia em Saint-Flour e continuou seus estudos em Paris, no seminário de Saint-Sulpice.
Dentroagosto de 1792, o seminário fecha sem que o padre Bernet possa concluir seus estudos. Ele parte para Paris onde descobre a miséria enquanto o Terror se espalha na França como nas ruas da capital. Suas primeiras preocupações com a saúde datam desse período, quando Bernet ainda não tinha 25 anos. Encontramo-lo várias vezes obrigado a procurar atendimento nos hospitais de Paris. Sem renda, decidiu, para se sustentar, abrir uma escola que transferiu para Sceaux alguns meses após sua criação e lá lecionou por três anos. Padre Bernet recebe as quatro ordens menores e a primeira das sagradas ordens em19 de setembro de 1795, dois dias depois, festa de São Mateus, das mãos do Vigário Geral de Saint-Flour. Foi então admitido ao diaconato e recebeu a ordenação do Grande Vigário de Paris. a 4 de novembro de 1795 enquanto atravessava a Pont Neuf , foi rudemente acotovelado por um indivíduo em carmagnole, a quem protestou com sua brutalidade. Foi então que reconheceu monsenhor Jean-Baptiste-Marie de Maillé de La Tour-Landry (1743-1804), bispo de Saint-Papoul, de quem havia recebido o diaconato. Um breve diálogo é trocado em voz baixa entre os dois homens, e o prelado convida Joseph Bernet para se juntar a ele na mesma noite à meia-noite na rue des Rats . Joseph Bernet é recebido no sacerdócio católico em4 de novembro de 1795 3 , à noite e no maior segredo em uma casa nos bairros antigosde Paris-. Restaurado o culto, tornou-se inicialmente pároco da igreja de Saint-Saturnin em Antony, onde permaneceu de 1795 a 1798. Ele entrou em conflito com o prefeito da comuna , Henri Gau, um fervoroso inimigo jacobino do clero, mas conseguiu obter dele a reabertura das igrejas. No entanto, ele teve que deixar Antônio após o golpe de estado de 18 Frutidor, Ano V (4 de setembro de 1797) por se recusar a fazer um juramento de ódio contra a realeza. Ele retomou suas atividades como professor e se escondeu em Orleans, onde dirigia um internato. Na Concordata , foi nomeado vigário da paróquia de Saint-Paterne em Orléans. e lá permaneceu até 1816 .
Na Restauração ( 1814 ), foi nomeado por Luís XVIII capelão da casa real de Saint-Denis , depois tornou-se cônego da basílica de Saint-Denis. Alguns anos depois, recebeu um carinho honorário de Hyacinthe-Louis de Quélen , arcebispo de Paris , que o notificou de sua partida para a ilha de Santa Helena , no sul do Oceano Atlântico , onde estava Napoleão . Mas antes de partir para a ilha, ficamos sabendo da morte do imperador, que ocorre em5 de maio de 1821e a saída de Bernet foi cancelada de facto.
Bernet, porém, deixou a basílica de Saint-Denis e tornou-se pároco da igreja de Saint-Vincent-de-Paul em Paris.

### Bispo de La Rochelle (1827-1835)
Enquanto era pároco da igreja de Saint-Vincent-de-Paul, Joseph Bernet foi contatado pelo visconde de Martignac , chefe do governo francês, que o ofereceu em 1827 para se tornar bispo de La Rochelle 4 , cargo que ele aceita e que manterá até 1835 .

### Arcebispo de Aix (1835-1846)
Tornou-se arcebispo de Aix-en-Provence em 1835 , sucedendo a Jacques Raillon , após a morte deste último, ocorrida em Hyères em13 de fevereiro de 18354 . Antes do episcopado de Raillon, ele havia exercido cargos importantes em Orléans , o que lhe rendeu críticas de Joseph Bernet, sem saber que os dois se encontrariam sucessivamente à frente do episcopado de Aix 4 . A chegada de Bernet coincidiu com um período de relativo entendimento entre o clero e o governo, e o arcebispo aproveitou a situação para convocarum sínodo em outubro de 1838 do qual participaram os bispos de Marselha , Ajaccio , Fréjus , Gap e Belley , na exceção do Bispo Miollis , Arcebispo de Digne , renunciou. O objetivo deste sínodo é pedir permissão ao Papa Gregório XVI para modificar o nome da “festa da Conceição da Bem-Aventurada Virgem” acrescentando o adjetivo latino immaculata ao nome concepte.
Pelos cinquenta anos do sacerdócio de Joseph Bernet, Gregório XVI o criou cardeal durante o consistório de19 de janeiro de 18463 . Em fevereiro , recebeu a barra das Tulherias , muito debilitado pela doença. Ao retornar a Aix-en-Provence, foi recebido por uma grande multidão e recebido nas portas da cidade pela Câmara Municipal, tendo àfrente o prefeito Antoine Aude. Em 1º de junho de 1846 , Gregório XVI morreu e duas semanas depoisum conclave em Roma que elegeu Pio IX como seu sucessor. Bernet não pode comparecer devido ao seu estado de saúde. Ele desliga5 de julho de 1846em seu palácio arquiepiscopal, às 2 horas da tarde. No dia seguinte à sua morte, seu corpo foi embalsamado pelo método Sucquet por três médicos da cidade. Os dois dias seguintes são dedicados à homenagem da população, que se aglomera no palácio para ver pela última vez o corpo do seu arcebispo. O funeral ocorre quatro dias após a morte. A oração fúnebre 10 que o acompanha ao túmulo sugere que depois da sua morte se ouvem vozes para criticar a sua criação cardinalícia que lhe teria sido concedida devido à sua "atitude muito discreta [...] durante a campanha pela liberdade de expressão". educação” 9 .
Seu testamento permite o legado, seja de 5.000 francos aos pobres da cidade, seja de 1.000 francos a cada uma das cinco paróquias de Aix, além de 5.000 francos a serem divididos em partes iguais entre o cozinheiro do arcebispo e sua lavanderia . Além disso, Joseph Bernet lega uma quantia que representa o salário de um ano para seus servos. Ele também vendeu ornamentos para a Catedral de Saint-Sauveur e para o Grand Séminaire d'Aix 11 .